# Yes Forever
「Yes Forever」（イエス・フォーエバー）は、MISIAの19枚目のシングル。2008年4月30日発売。発売元はBMG JAPAN。

## 概要
デビュー10周年記念3か月連続リリース第1弾。前作から約5か月ぶりとなる。
初回生産限定盤（1,365円）と通常盤（1,260円）の2種類でリリースされた。初回生産限定盤はスペシャルポスター（720mm×477mm）封入紙ジャケット豪華仕様。
「Yes Forever」は、コーセー「雪肌精」（松嶋菜々子出演）CMソング。2009年には「いつまでも」が起用された。
9thアルバム『JUST BALLADE』には「Yes Forever (Piano Version)」が収録された。

## 収録曲
1. Yes Forever
作詞：MISIA / 作曲・編曲：Sinkiroh
  - コーセー「雪肌精」CMソング
2. Yes Forever (Piano Version)
作詞：MISIA / 作曲：Sinkiroh / 編曲：重実徹
3. 太陽の地図 (Gomi's Vajra Mix)
作詞：MISIA / 作曲：Gomi, Shusui / 編曲：Gomi
4. 以心伝心 (MEGA RAIDERS REMIX)
作詞：佐藤真由美 / 作曲：SAKOSHIN / 編曲：MEGA RAIDERS
5. Yes Forever (Piano Version Instrumental)